# Mário Fernandes (cầu thủ bóng đá)
Mário Figueira Fernandes (sinh ngày 19 tháng 9 năm 1990 tại São Caetano do Sul, São Paulo) thường được gọi là Mario Fernandes là một cầu thủ bóng đá người Nga gốc Brasil, hiện đang chơi cho câu lạc bộ CSKA Moscow ở vị trí hậu vệ cánh phải.

## Sự nghiệp câu lạc bộ
Mario ký hợp đồng với Grêmio cho đến tháng 3 năm 2014. Anh được chuyển sang Grêmio với mức giá 400-500 nghìn bảng  Anh từ São Caetano tháng 3 năm 2009. Ngày 28 tháng 6 năm 2009. anh chính thức ra mắt câu lạc bộ. Các đội bóng lớn như Bayern München, Manchester United, Juventus, Inter Milan, Real Madrid, Barcelona,... rất muốn có anh sau màn trình diễn đầy ấn tượng tại Brasil, anh được mệnh danh là "Lúcio mới".
Anh là một trung vệ cao lớn, có những kĩ năng chơi bóng trên không, xử lý khéo léo và tinh tế, anh chủ yếu chơi ở vị trí Trung vệ nhưng cũng có thể đảm nhiệm hậu vệ cánh.
Ngày 25 tháng 4 năm 2012, chủ tịch Grêmio thông báo rằng Fernandes sẽ gia nhập CSKA Moscow với bản hợp đồng trị giá 15 triệu euro.
Mùa giải 2013–14, anh bị chấn thương đầu gối và phải nghỉ thi đấu trong 4 tháng đầu mùa.
Vào ngày 29 tháng 6 năm 2017, Fernandes ký hợp đồng mới với CSKA, giữ anh ở lại câu lạc bộ cho đến mùa hè năm 2022.

## Sự nghiệp quốc tế

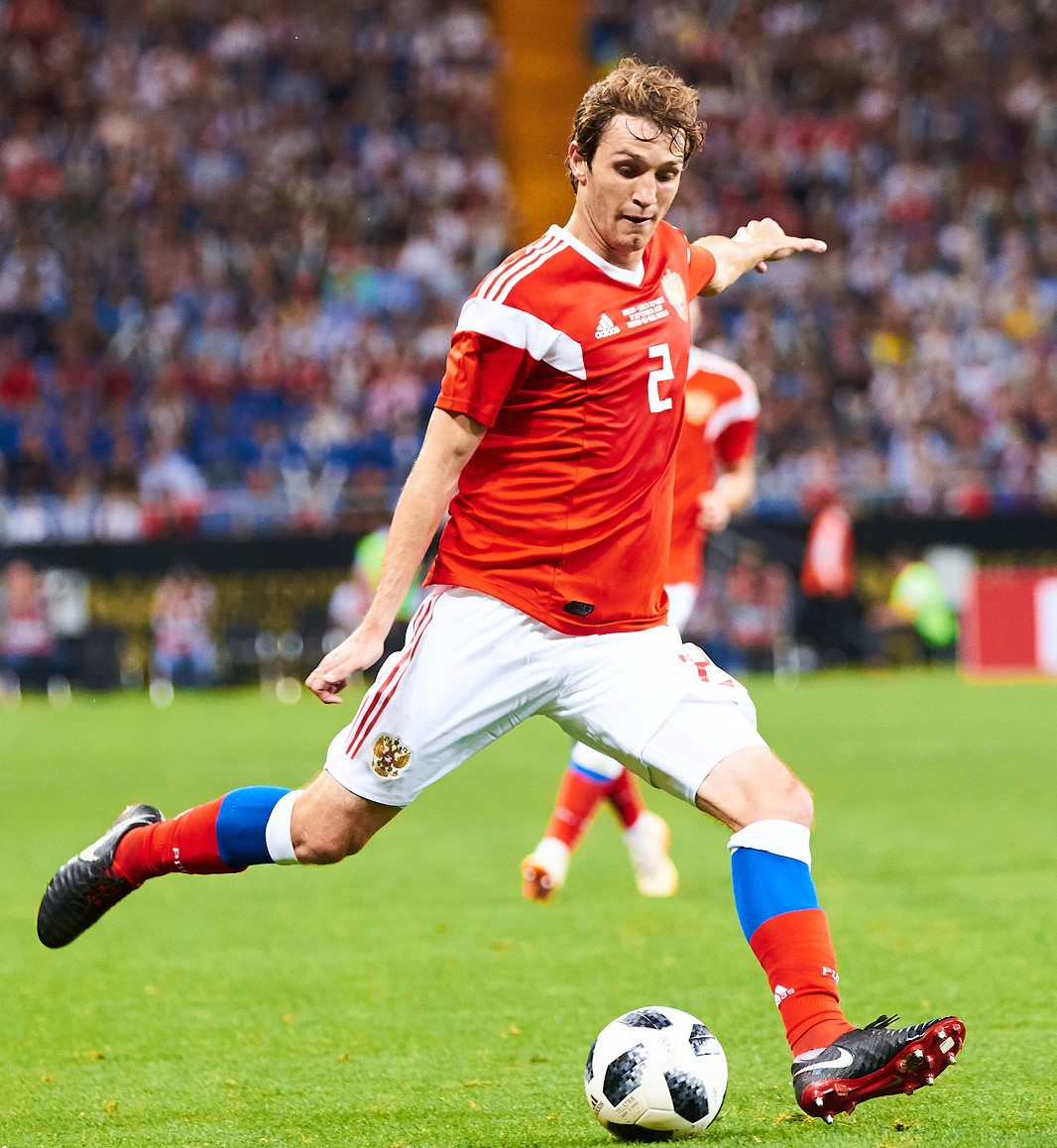
Fernandes trong màu áo đội tuyển Nga

Năm 2011, Fernandes được gọi lên đội tuyển Brasil để đá trận Siêu kinh điển Nam Mỹ, nhưng anh đã từ chối với lý do cá nhân. Fernandes có trận đấu ra mắt Brasil trong trận thắng 4–0 trước Nhật Bản vào ngày 14 tháng 10 năm 2014.
Sau khi trở thành công dân Nga, Fernandes quyết định chuyển sang khoác áo đội tuyển quốc gia Nga và được triệu tập tham dự 2 trận đấu giao hữu gặp Thổ Nhĩ Kỳ vào ngày 31 tháng 6 và Ghana vào ngày 6 tháng 9 năm 2016. Tuy nhiên, Fernaldes là cầu thủ của CSKA Moscow kể từ tháng 4 năm 2012, điều đó có nghĩa rằng tại thời điểm đó, anh đã không sống ở Nga liên tục trong ít nhất 5 năm. Do đó, anh không đủ điều kiện chơi cho tuyển Nga cho đến tháng 4 năm 2017.
Ngày 23 tháng 3 năm 2017, có thông tin rằng Fernaldes sẽ ra mắt đội tuyển Nga vào 24 tháng 3 trong trận giao hữu với Bờ Biển Ngà, nhưng anh đã không ra sân trong trận đấu đó. Anh có trận ra mắt chính thức cho Nga trong trận giao hữu với đội tuyển Hàn Quốc ngày 7 tháng 10 năm 2017.
Tại World Cup 2018 tổ chức tại Nga, anh đóng một vai trò quan trọng trong màn trình diễn của đội chủ nhà. Ở trận tứ kết gặp đội Croatia, anh đã ghi bàn gỡ hoà 2-2 ở hiệp phụ để đưa trận đấu vào loạt luân lưu. Tuy nhiên sau đó, Fernandes đã đá hỏng ở lượt của mình và Nga để thua Croatia 3-4 trong loạt sút luân lưu.

## Thống kê sự nghiệp

### Câu lạc bộ
Tính đến 16 tháng 5 năm 2021
| Câu lạc bộ          | Mùa giải            | Giải đấu               | Giải đấu | Giải đấu | Cúp quốc gia | Cúp quốc gia | Châu lục | Châu lục | Khác | Khác | Tổng cộng | Tổng cộng |
| Câu lạc bộ          | Mùa giải            | Hạng                   | Trận     | Bàn      | Trận         | Bàn          | Trận     | Bàn      | Trận | Bàn  | Trận      | Bàn       |
| ------------------- | ------------------- | ---------------------- | -------- | -------- | ------------ | ------------ | -------- | -------- | ---- | ---- | --------- | --------- |
| Grêmio              | 2009                | Série A                | 19       | 0        | —            | —            | 0        | 0        | 0    | 0    | 19        | 0         |
| Grêmio              | 2010                | Série A                | 2        | 0        | 7            | 0            | —        | —        | 16   | 1    | 25        | 1         |
| Grêmio              | 2011                | Série A                | 33       | 1        | —            | —            | 3        | 0        | 12   | 1    | 48        | 2         |
| Grêmio              | 2012                | Série A                | 0        | 0        | 0            | 0            | —        | —        | 5    | 0    | 5         | 0         |
| Grêmio              | Tổng cộng           | Tổng cộng              | 54       | 1        | 7            | 0            | 3        | 0        | 33   | 2    | 97        | 3         |
| CSKA Moscow         | 2012–13             | Russian Premier League | 28       | 0        | 3            | 0            | 2        | 0        | —    | —    | 33        | 0         |
| CSKA Moscow         | 2013–14             | Russian Premier League | 12       | 0        | 3            | 1            | 0        | 0        | 0    | 0    | 15        | 1         |
| CSKA Moscow         | 2014–15             | Russian Premier League | 29       | 0        | 3            | 0            | 6        | 0        | 1    | 0    | 39        | 0         |
| CSKA Moscow         | 2015–16             | Russian Premier League | 27       | 1        | 5            | 0            | 9        | 0        | —    | —    | 41        | 1         |
| CSKA Moscow         | 2016–17             | Russian Premier League | 30       | 0        | 0            | 0            | 5        | 0        | 1    | 0    | 36        | 0         |
| CSKA Moscow         | 2017–18             | Russian Premier League | 25       | 0        | 0            | 0            | 12       | 0        | —    | —    | 37        | 0         |
| CSKA Moscow         | 2018–19             | Russian Premier League | 28       | 1        | 0            | 0            | 6        | 0        | 1    | 0    | 35        | 1         |
| CSKA Moscow         | 2019–20             | Russian Premier League | 29       | 3        | 1            | 0            | 6        | 0        | —    | —    | 36        | 3         |
| CSKA Moscow         | 2020–21             | Russian Premier League | 23       | 1        | 2            | 1            | 2        | 0        | —    | —    | 27        | 2         |
| CSKA Moscow         | Tổng cộng           | Tổng cộng              | 231      | 6        | 17           | 2            | 48       | 0        | 3    | 0    | 299       | 8         |
| Tổng cộng sự nghiệp | Tổng cộng sự nghiệp | Tổng cộng sự nghiệp    | 285      | 7        | 24           | 2            | 51       | 0        | 36   | 2    | 396       | 11        |

### Quốc tế
Tính đến ngày 21 tháng 6 năm 2021
| Đội tuyển quốc gia | Năm       | Số trận | Bàn thắng |
| ------------------ | --------- | ------- | --------- |
| Brasil             | 2014      | 1       | 0         |
| Brasil             | Tổng cộng | 1       | 0         |
| Nga                | 2017      | 3       | 0         |
| Nga                | 2018      | 11      | 1         |
| Nga                | 2019      | 8       | 1         |
| Nga                | 2020      | 3       | 1         |
| Nga                | 2021      | 7       | 2         |
| Nga                | Tổng cộng | 32      | 5         |

### Bàn thắng quốc tế
Tính đến ngày 30 tháng 3 năm 2021.
| # | Ngày                | Địa điểm                                           | Đối thủ    | Bàn thắng | Kết quả     | Giải đấu                    |
| - | ------------------- | -------------------------------------------------- | ---------- | --------- | ----------- | --------------------------- |
| 1 | 7 tháng 7 năm 2018  | Sân vận động Olympic Fisht, Sochi, Nga             | Croatia    | 2–2       | 2–2 (3–4 p) | World Cup 2018              |
| 2 | 9 tháng 9 năm 2019  | Sân vận động Kaliningrad, Kaliningrad, Nga         | Kazakhstan | 1–0       | 1–0         | Vòng loại Euro 2020         |
| 3 | 6 tháng 9 năm 2020  | Puskás Aréna, Budapest, Hungary                    | Hungary    | 3–0       | 3–2         | UEFA Nations League 2020–21 |
| 4 | 24 tháng 3 năm 2021 | Sân vận động quốc gia, Ta' Qali, Malta             | Malta      | 2–0       | 3–1         | Vòng loại World Cup 2022    |
| 5 | 30 tháng 3 năm 2021 | Sân vận động Antona Malatinského, Trnava, Slovakia | Slovakia   | 1–1       | 1–1         | Vòng loại World Cup 2022    |

## Danh hiệu
Grêmio
- Campeonato Gaúcho: 2010

CSKA Moscow
- Giải bóng đá Ngoại hạng Nga: 2012–13, 2013–14, 2015–16
- Cúp bóng đá Nga: 2012–13
- Siêu cúp Nga: 2014, 2018[11]

Cá nhân
- Quả bóng bạc Brasil: 2011